# Stateless (album)
Stateless – debiutancki album angielskiej formacji Stateless wydany 16 lipca 2007 przez niezależną niemiecką wytwórnię !K7. 

## Lista utworów
1. "Prism #1" – 4:17
2. "Exit" – 3:43
3. "Bloodstream" – 5:11
4. "This Language (feat. Lateef the Truthspeaker)" – 5:11
5. "Down Here" – 4:08
6. "Radiokiller" – 4:00
7. "Running Out" – 4:33
8. "Crash" – 4:47
9. "Bluetrace" – 4:57
10. "Inscape" – 6:14